# 利蒙 (密蘇里州)
利蒙（英語：Leemon）是位於美國密蘇里州開普吉拉多縣的非建制地區。

## 歷史
利蒙的郵局於1875年設立，其後於1905年停運。

## 地理
利蒙所處的海拔為高於海平面126米（即413英呎），而該地所採用的時區為UTC-6，即北美中部時區（CST）。同時該地設有夏令時間，為UTC-6調快一小時，即UTC-5（CDT）。